# 賴來焜
賴來焜（1956年1月25日—），臺灣法律學者、政治人物。現任台灣國際私法研究會會長、中華國民健康政策與法律學會榮譽理事長。曾任世新大學法律學院院長兼法律學系系主任、東吳大學等校法律學系教職、第三屆立法委員等。

## 外部連結
- 立法院 （页面存档备份，存于）